# 内廷費
内廷費（ないていひ）とは、皇室経済法に基づき天皇及び内廷にある皇族の日常の費用その他内廷諸費に充当されるため支出される費用。より具体的には、第4条第1項の条文を根拠とする。

## 金額
皇室経済法施行法によって定められる定額が毎年支出される。金額は定額制であり、1996年度以降毎年3億2400万円と規定されている。なお、内廷皇族以外の皇族には皇族費が支出される。内廷外皇族は、皇族費以外の収入があることが想定されており、皇族費は内廷費と比較すると一人当たりの支出金額は低い。

## 支出後の取り扱い
一旦支出された内廷費は扱いが宮内庁の経理に属する公金から「御手元金」（ポケットマネー）となり、余剰が発生しても返還の必要はない。この支出に対しては所得税及び住民税を課されない。

## 内訳
過去の国会答弁では、「内廷費の使い道は、人件費と物件費の大きく二つに分けられ、全体の約3分の1が人件費、残る3分の2が物件費」とされている。物件費には食費、被服費、研究経費、私的な交際費、御用邸などへの私的な旅行費、宮中で受け継がれる神事の経費などが含まれる。
90年の国会答弁で当時の宮尾盤宮内庁次長がもう少し詳しく、「物件費の内訳は、御服装や身の回りの御用度の経費が18％程度、御食事、厨房器具等の経費が13％程度、奨励金、賜り金、その他交際費が9％程度、それから研究、教養関係の経費が7％程度、宮中祭祀の関連が8％程度、その他雑費が11％程度」と説明している。

## 金額改定
内廷費は1996年度から金額が変わっていない。ただし、戦後復興、高度経済成長期を経て、バブル期に至るまで金額改定が重ねられてきた。
改定ルールは1968年に懇談会指針で「国家公務員給与の改善率、それに消費者物価の上昇率に基づいた見込み額が、定額の10％を超える場合に改訂を実施する」とされることになった。
さらに1968年懇談会指針で、「内廷費は不時に備えるため、1割の予備費が加算されるものと認め、ある程度のゆとりを付ける」（瓜生順良宮内庁次長<当時>の国会答弁）と決まった。

## 皇室経済会議
皇室経済に関する重要な事項の審議に当たるため、合議体の皇室経済会議が設置される。同会議の議員は、衆議院及び参議院の議長及び副議長、内閣総理大臣、財務大臣、宮内庁の長並びに会計検査院の長の8人。議長は内閣総理大臣。
皇室経済会議の主要な職務は次のとおり。
- 皇族が独立の生計を営むことの認定
- 皇族がその身分を離れる際に支出する一時金額による皇族費の金額決定
- 内廷費・皇族費の定額の変更の必要を認める旨の意見の提出

### 現在の議員
|  | 氏名       | 職名         | 生年月日（年齢）       | 備考 |
|  | ---------- | ------------ | ---------------------- | ---- |
|  | 額賀福志郎 | 衆議院議長   | 1944年1月11日（81歳）  |      |
|  | 玄葉光一郎 | 衆議院副議長 | 1964年5月20日（60歳）  |      |
|  | 関口昌一   | 参議院議長   | 1953年6月4日（71歳）   |      |
|  | 長浜博行   | 参議院副議長 | 1958年10月20日（66歳） |      |
|  | 石破茂     | 内閣総理大臣 | 1957年2月4日（68歳）   | 議長 |
|  | 加藤勝信   | 財務大臣     | 1955年11月22日（69歳） |      |
|  | 西村泰彦   | 宮内庁長官   | 1955年6月29日（69歳）  |      |
|  | 田中弥生   | 会計検査院長 | 1960年3月20日（64歳）  |      |

- 2024年（令和6年）11月15日現在[5]